# Teatro Gayarre
|  | Per a altres significats, vegeu «Teatre Gayarre». |

El Teatro Gayarre (espanyol) o Gayarre Antzokia (èuscar) és un teatre de Pamplona a l'avinguda de Carlos III. El teatre data de 1932. Malgrat això, l'origen del teatre es remunta a 1839, edificat com Teatro Principal a la Plaça de la Constitución (avui Plaça del Castillo), aprofitant el terreny del convent de les carmelites descalces després de la desamortització. Aquest teatre fou realitzat per l'arquitecte Pedro Manuel Ugartemendía, amb la façana de José de Nagusia. El Teatro Principal va dir-se així fins al 1903 que va canviar pel nom del tenor Julián Gayarre.